# Eustasio Amilibia
Eustasio de Amilibia y Egaña (Tolosa (Guipúzcoa), 29 de marzo de 1801 - San Sebastián, 12 de agosto de 1864) fue un abogado y político liberal español. Eustasio Amilibia fue una figura importante del liberalismo en la provincia de Guipúzcoa durante el siglo XIX, donde ocupó numerosos cargos públicos a lo largo de casi 30 años. Es principalmente recordado por haber sido el alcalde de San Sebastián que logró que se autorizara el derribo de sus murallas.

## Biografía
Eustasio de Amilibia nació en la localidad guipuzcoana de Tolosa en 1801, hijo de Juan Bautista de Amilibia, natural de Cestona, secretario de las Juntas Generales y Diputaciones de Guipúzcoa, y de su esposa Ignacia Abdona de Egaña y Urrizola, nacida en Azcoitia, hija del licenciado Bernabé Antonio de Egaña, secretario de las Juntas Generales y Diputaciones de Guipúzcoa y autor en 1783 de Instituciones y colecciones histórico-legales de Guipúzcoa, y prima de Pedro de Egaña y Díaz del Carpio, ministro de Gracia y Justicia y de la Gobernación de Isabel II. Estudió Latinidades con su tío Juan José de Amilibia, arcipreste de Deva, y Filosofía y Derecho en la Universidad de Oñate entre 1817 y 1824 y se licenció en Leyes en la Universidad de Valladolid en 1827, donde fue compañero de estudios y vivió con su futuro consuegro Joaquín Calbetón. Abogado de los Reales Consejos, fue asesor jurídico de la Capitanía General de Guipúzcoa, abogado consultor y asesor de la Delegación de Hacienda y decano del Ilustre Colegio de Abogados de Guipúzcoa.
Políticamente Amilibia era un liberal progresista partidario de la modificación de los Fueros. En 1833, al estallar la Primera Guerra Carlista se alista en la Milicia Nacional de San Sebastián, ciudad que era el baluarte liberal de la provincia de Guipúzcoa. Durante la contienda asciende al grado de primer comandante del cuarto batallón de granaderos y auditor de guerra y lucha a las órdenes del general Espartero en la toma del fuerte de Oriamendi y pueblos de Hernani y Urnieta. En 1837, en pleno asedio carlista a la ciudad, es nombrado por primera vez alcalde de San Sebastián y jefe político de la provincia de Guipúzcoa.
Tras finalizar la Guerra en 1839, Amilibia se encuentra políticamente posicionado como una de las figuras de referencia del bando liberal en la provincia de Guipúzcoa y más concretamente del Partido Progresista. En 1841 apoyó a Baldomero Espartero en contra del levantamiento moderado, conocido como Pronunciamiento de 1841. En 1841 fue nombrado de nuevo alcalde de San Sebastián y jefe político de Guipúzcoa. En 1841 fue también miembro de la comisión encargada de modificar los Fueros vascos. Repitió en el cargo de jefe político de la provincia en 1842, pero la caída en desgracia de Espartero en 1843, que fue forzado a exiliarse, le alejó durante los años siguientes de los cargos públicos.
En 1848 fue nombrado por tercera vez alcalde de San Sebastián, cargo en el que se mantuvo hasta 1850. De nuevo jefe político de Guipúzcoa en 1853, consiguió con la mediación de O'Donnell el traslado definitivo de la capitalidad de la provincia de Tolosa a San Sebastián y fue elegido diputado a Cortes por el distrito de Vergara. En 1855 fue nombrado gobernador civil de la provincia (cargo que había sustituido al de jefe político). Entre 1852 y 1861 fue diputado general de Guipúzcoa.
En 1861 fue designado alcalde de San Sebastián por última vez en su vida, permaneciendo en el cargo hasta su muerte en 1864. Durante este último mandato logró que el gobierno aprobara en mayo de 1863 el derribo de las murallas de San Sebastián, proyecto en el que trabajó durante más de veinticinco años. Este hito hizo perder a la ciudad su carácter de baluarte militar y permitió su expansión, lo que propició el crecimiento de la ciudad y su conversión en una ciudad turística.
Su lema era «Libertad en las leyes y severidad en las costumbres» y además de estos cargos fue censor de obras literarias en Guipúzcoa, presidente de la Junta de Beneficencia de San Sebastián, socio de mérito de la Sociedad de Arqueología de España y sus colonias, socio fundador de la papelera La Guipuzcoana, fue nombrado padre de la provincia de Vizcaya y condecorado con las encomiendas de las órdenes de Carlos III e Isabel la Católica. 
El ayuntamiento de San Sebastián le honró con una calle en 1917 dando su nombre a la recién creada avenida de entrada a la ciudad entre El Antiguo y Ondarreta. Tras cambiar ésta de nombre durante la Guerra Civil en 1937 por el de avenida de Zumalacárregui, se le dio una nueva calle en 1962 en el barrio de Amara cuando se preparaban los actos conmemorativos del centenario del derribo de las murallas.